# Mikuláš IV. Opavský
Mikuláš IV. Opavský (asi 1400–1437) byl druhým nejstarším synem Přemysla I. Opavského a jeho první manželky Anny Lucké. Společně se starším bratrem Václavem II. byl v letech 1433–1437 opavsko-ratibořským knížetem.
Mikuláš se z neznámých důvodů nikdy neoženil a nezanechal potomky. Když zemřel jeho otec, byl už Mikuláš plnoletý, ale ve shodě s Přemyslovou vůlí neobdržel vlastní úděl. Přemysl totiž nechtěl dále drobit rodový majetek. Mikuláš IV. tak zastával jen formální spoluúřad. Tento stav trval jen čtyři roky, protože už roku 1437 kníže zemřel.